# Torremendo
Torremendo es una pedanía de la localidad del municipio español de Orihuela, en la Provincia de Alicante. Cuenta con 1.899 habitantes.
Situado en el sur del término municipal oriolano la pedanía de Torremendo es la de mayor extensión de todas, seguida por La Murada. La partida rural está ocupada por la superficie boscosa de sierra Escalona, el embalse de La Pedrera y por terrenos agrícolas mayoritariamente de secano.

## Historia
Torremendo está distribuido en cuatro zonas, conocidas como: El Molino, El Barrio de la Virgen María, Las Cápitas y el núcleo del propio Torremendo.
El origen de su nombre es narrado por sus habitantes como un hombre moruno o de raza negra llamado Mendo y que vivía en una de las cuevas (ahora cubiertas por el embalse de La Pedrera) donde había situada una gran torre. (La Torre de Mendo = Torremendo).

## Geografía
Torremendo se encuentra rodeado de tierras de cultivo de secano, que contrasta con la gran superficie boscosa de sierra Escalona y la superficie acuática del embalse de La Pedrera. Esta zona posee un gran valor estratégico para las aves, como queda patente en su declaración como Zona de especial protección para las aves (ZEPA). Aparte de la importancia para las aves, sierra Escalona conserva una importante masa forestal, más densa en barrancos y umbrías, formada principalmente por pino carrasco, madroño, coscoja, lentisco y palmito. Entre su fauna destacan las aves rapaces y algunos interesantes mamíferos como la gineta y el gato montés. Posee una de las poblaciones más altas de Gato Montés en España. Está declarada como lugar de importancia comunitaria (LIC), además de ser ZEPA, y está en trámite su declaración como parque natural.
Por su parte, el embalse de La Pedrera, surgido tras la construcción del trasvase Tajo-Segura, alberga una importante flora, típica de zonas húmedas, formada por el carrizo, el taray, la siempreviva y el junto.
Situado en uno de los enclaves más elevados de la comarca (130M SNM), esta pedanía se caracteriza por su tranquilidad y por su cercanía a la naturaleza. Esta especial situación geográfica la coloca apartada de las grandes urbes, pero a su vez cerca de todas (Orihuela 14 km, Torrevieja 19 km, Murcia 28 km, autopista 14 km). Otro singular beneficio de este enclave es la nula repercusión de las graves inundaciones sufridas por la vega baja del Segura. 
La partida rural de Torremendo abarca una importante porción del municipio oriolano, lindando: al norte con el municipio de Bigastro y la pedanía oriolana de Hurchillo; al oeste con el municipio de Murcia; al sur con el municipio del Pilar de la Horadada; al oeste con los municipios de San Miguel de Salinas, Jacarilla y Los Montesinos.

## Política
Al ser Torremendo una pedanía perteneciente a Orihuela la administración de la pedanía está directamente a cargo del Ayuntamiento de Orihuela, representado en la pedanía por alcalde pedáneo, elegido por el alcalde de Orihuela, que es el que se encarga de trasladarle los asuntos y las necesidades del pueblo al alcalde oriolano.
Torremendo es conocido por su lucha incansable, desde 1992 hasta la actualidad, contra la corrupción del ayuntamiento oriolano, de la diputación alicantina y de diversos empresarios por su intención de instalar dos macro-vertederos de residuos sólidos con el único fin de que fuesen adjudicadas las contratas a los empresarios afines a estos cargos políticos. Después de casi 20 años de lucha y gracias a la actuación del fiscal anticorrupcion, un juez abrió el caso Brugal, en el que hay imputados numerosos cargos políticos y empresarios de la provincia.
Tras las elecciones municipales de 2011 ganó con mayoría simple el PP al conseguir 12 concejales. Sin embargo la alcaldía les fue arrebatada tras un pacto entre el PSOE (6 concejales), CLR-CLARO (4 concejales) y Los Verdes (3 concejales), siendo elegido alcalde el líder de los últimos, Monserrate Guillén , convirtiéndose en el primer alcalde oriolano procedente de una pedanía, concretamente de Torremendo.

## Turismo
Esta localidad se caracteriza por la alta tasa de residentes procedentes del resto de Europa que vienen por la tranquilidad y el buen clima, principalmente británicos y alemanes.
También se puede disfrutar del deporte de la caza ya que es una de las pocas zonas boscosas del sur de la provincia, o bien de un agradable paseo a caballo, quad o 4X4.

## Economía
Se trata de un pueblo plenamente agrícola, donde la industria es meramente familiar y no tiene mucha repercusión en lo que a puestos de trabajo se refiere, es por esto por lo que es una de las pocas localidades del sureste español con una tasa casi nula de inmigración.